# مؤمن قناعت
مؤمن قناعت (زادهٔ ۱۹۳۲ م - ۲۰۱۸ م) شاعر پارسی‌گوی تاجیکستان، نمایندهٔ مردم تاجیکستان در پارلمان اتحاد جماهیر شوروی (۱۹۹۱–۱۹۷۹)، متفکر سیاسی و اجتماعی بود. وی در ۱۸ مه ۲۰۱۸، در سن ۸۶ سالگی در شهر دوشنبه درگذشت.

## زندگی‌نامه
مؤمن قناعت در سال ۱۹۳۲ (۱۳۱۴ خورشیدی) در ناحیه درواز به دنیا آمد. در سال ۱۹۵۶ در رشتهٔ زبان و ادبیات فارسی تاجیکی از دانشگاه ملی تاجیکستان دانش‌آموخته شد و در همان سال به عضویت اتحادیه نویسندگان درآمد. پس از اتمام تحصیلات در مجلهٔ «صدای شرق» مشغول به کار و پس از مدتی سردبیر این نشریه شد. نخستین دفتر شعر او با نام «شراره» در سال ۱۹۶۰ به چاپ رسید.

## فعالیت ادبی
پس از «شراره»، مؤمن قناعت ده‌ها دفتر شعر و داستان حماسی دیگر نیز منتشر کرد که برخی مشهورترین آنها عبارتند از: «تاجیکستان – اسم من»، «سروش استالین گراد»، «حماسه داد» و «مسعود نامه». داستان «گهواره سینا» ی او که در سال ۱۹۷۸ نوشته شد جایزهٔ رودکی را در سال ۱۹۸۰ میلادی برای نویسنده‌اش به ارمغان آورد. عنوانِ «شاعر خلق تاجیکستان»، بالاترین عنوان برای شعرا و نویسندگان در این کشور است.
قناعت در سال ۱۹۷۷ پس از مرگ میرزا تورسون‌زاده، رئیس وقت اتحادیه نویسندگان، سمت ریاست آن را به دست آورد و تا زمان فروپاشی شوروی عهده‌دار این سمت بود. او مدتی نیز مدیر مجلهٔ «شرق سرخ»، یکی از معتبرترین نشریات تاجیکستان، بود. از سال ۱۹۹۱ تا ۱۹۹۲ نیز ریاست انستیتوی میراث ادبی را در فرهنگستان علوم را برعهده داشت.
شعری از او که در دههٔ ۱۹۶۰ میلادی دربارهٔ زبان فارسی سروده‌است بسیار سرشناس است و از اولین آثاری‌ست که به اهمیت مسئلهٔ زبان در نهضت اخیر هویت‌شناسی تاجیکان می‌پردازد. از مؤمن قناعت با عنوان «نیمای میان‌رودان» نیز یاد می‌شود.

## فعالیت سیاسی
قناعت از سال ۱۹۷۹ تا ۱۹۹۱ نمایندهٔ تاجیکستان در پارلمان اتحاد جماهیر شوروی بود. او که در زمان حکومت شوروی مورد احترام و صاحب نفوذ بود، برای مأموریت‌های سیاسی و فرهنگی به کشورهای مختلف جهان سفر می‌کرد.
گفته می‌شود که وی در سفری که در دههٔ ۸۰ میلادی به عنوان عضوی از هیئت کمیته صلح شوروی به یکی از کشورهای حوزه خلیج فارس داشت، به‌طور بداهه شعری می‌سراید و در آن به نام خلیج فارس اشاره می‌کند که به مذاق امرای عرب خوش نمی‌آید:
| از خلیجِ فارس می‌آید نسیمِ فارسی       |  | ابر در شیراز می‌بارد، چو سیم فارسی |
| می‌رسد از کشتیِ بشکسته شعر بی‌شکست     |  | شعر هم بشکست با پندِ قدیم فارسی    |
| شیخ را سرمست دیدم یک شبی از بوی نفت |  | رفت با عطر کفن، عطر و شمیم فارسی  |